# Greatest Hits (album de Throbbing Gristle)
Pour les articles homonymes, voir Greatest Hits.
Albums de Throbbing Gristle
Funeral in Berlin
(1981) Journey Through a Body
(1982)
Greatest Hits est une compilation best of du groupe de musique industrielle britannique Throbbing Gristle. Cette compilation de 11 titres regroupe des morceaux provenant des trois premiers albums du groupe, ainsi que trois singles sorties au format 7" (Subhuman, United et Adrenalin). Elle fait suite à la dissolution du groupe, annoncée le 23 juin 1981.   
La couverture montre une photo de Cosey Fanni Tutti, et comporte le sous-titre "Entertainment Through Pain". Selon Drew Daniel, il s'agit d'une parodie des pochettes de disque du genre exotica populaire dans les années 1950.  

## Listes des morceaux
| 1. | Hamburger Lady           | D.o.A: The Third and Final Report | 4:11 |
| 2. | Hot On The Heels Of Love | 20 Jazz Funk Greats               | 4:21 |
| 3. | Subhuman                 | Subhuman / Something Came Over Me | 2:58 |
| 4. | AB/7A (Chris Carter)     | D.o.A: The Third and Final Report | 4:49 |
| 5. | Six Six Sixties          | 20 Jazz Funk Greats               | 2:07 |
| 6. | Blood On The Floor       | D.o.A: The Third and Final Report | 1:16 |

| 1. | 20 Jazz Funk Greats | 20 Jazz Funk Greats                         | 2:42 |
| 2. | Tiab Guls           | The Second Annual Report (édition inversée) | 4:19 |
| 3. | United              | United / Zyklon B Zombie                    | 4:05 |
| 4. | What A Day          | 20 Jazz Funk Greats                         | 4:36 |
| 5. | Adrenalin           | Adrenalin / Distant Dreams (Part Two)       | 4:01 |